# Tillières
Pour la commune de l'Eure, voir Tillières-sur-Avre
Tillières est une ancienne commune française située dans le département de Maine-et-Loire, en région Pays de la Loire, devenue le 15 décembre 2015 une commune déléguée au sein de la commune nouvelle de Sèvremoine.

## Géographie
Commune maugeoise, Tillières se situe au nord-ouest de Saint-Germain-sur-Moine, sur les routes D 223, Gesté / Saint-Crespin-sur-Moine, D 63, Saint-Macaire-en-Mauges, et à proximité de la RN 249 (Nantes-Cholet).

## Histoire
Avant la création des départements, Tillières se situait dans les Hautes Marches des Mauges, Marches d'Anjou et de Bretagne (évêché de Nantes, autour de Montfaucon).
Au XIXe siècle, on trouve sur la commune une activité autour de l'argile, qui compte quatre ateliers de tuilerie et de briqueterie.
Le 15 août 1955, Tilliers devient Tillières.
En 2014, un projet de fusion de l'ensemble des communes de l'intercommunalité se dessine. Le 2 juillet 2015, les conseils municipaux de l'ensemble des communes du territoire communautaire votent la création d'une commune nouvelle baptisée Sèvremoine pour le 15 décembre 2015, dont la création a été officialisée par arrêté préfectoral du 5 octobre 2015.

## Politique et administration

### Administration municipale

#### Administration actuelle
Depuis le 15 décembre 2015, Tillières constitue une commune déléguée au sein de la commune nouvelle de Sèvremoine et dispose d'un maire délégué.
| Période                                  | Période     | Identité        | Étiquette | Qualité |
| ---------------------------------------- | ----------- | --------------- | --------- | ------- |
| 15 décembre 2015                         | 26 mai 2020 | Michel Rousseau |           |         |
| 26 mai 2020                              |             | Sébastien Mazan |           |         |
| Les données manquantes sont à compléter. |             |                 |           |         |

#### Administration ancienne
| Période                                  | Période       | Identité             | Étiquette | Qualité |
| ---------------------------------------- | ------------- | -------------------- | --------- | ------- |
| 1945                                     | 1947          | Augustin Bochereau   |           |         |
| 1947                                     | 1965          | Jean-Baptiste Ménard |           |         |
| 1965                                     | 1971          | Pierre Guicheteau    |           |         |
| 1971                                     | 1989          | Pierre Luneau        |           |         |
| 1989                                     | mars 2001     | Gilles Yvernogeau    |           |         |
| mars 2001                                | mars 2008     | Mie-Thérèse Chiron   |           |         |
| mars 2008                                | décembre 2015 | Michel Rousseau,     |           |         |
| Les données manquantes sont à compléter. |               |                      |           |         |

### Ancienne situation administrative
La commune est membre en 2015 de la communauté de communes de Moine et Sèvre, elle-même membre du syndicat mixte Pays des Mauges. La création de la commune nouvelle de Sèvremoine entraîne sa suppression à la date du 15 décembre 2015, avec transfert de ses compétences à la commune nouvelle.
Jusqu'en 2014, Tillières fait partie du canton de Montfaucon-Montigné et de l'arrondissement de Cholet. Dans le cadre de la réforme territoriale, un nouveau découpage territorial pour le département de Maine-et-Loire est défini par le décret du 26 février 2014. La commune est alors rattachée au canton de Saint-Macaire-en-Mauges, avec une entrée en vigueur au renouvellement des assemblées départementales de 2015.

## Population et société

### Évolution démographique
L'évolution du nombre d'habitants est connue à travers les recensements de la population effectués dans la commune depuis 1793. À partir du 1er janvier 2009, les populations légales des communes sont publiées annuellement dans le cadre d'un recensement qui repose désormais sur une collecte d'information annuelle, concernant successivement tous les territoires communaux au cours d'une période de cinq ans. 
Pour les communes de moins de 10 000 habitants, une enquête de recensement portant sur toute la population est réalisée tous les cinq ans, les populations légales des années intermédiaires étant quant à elles estimées par interpolation ou extrapolation. Pour la commune, le premier recensement exhaustif entrant dans le cadre du nouveau dispositif a été réalisé en 2008,.
En 2013, la commune comptait 1 769 habitants, en évolution de +1,73 % par rapport à 2008 (Maine-et-Loire : +3,3 %, France hors Mayotte : +2,49 %).
| 1793  | 1800  | 1806  | 1821  | 1831  | 1836  | 1841  | 1846  | 1851  |
| ----- | ----- | ----- | ----- | ----- | ----- | ----- | ----- | ----- |
| 1 230 | 1 144 | 1 080 | 1 305 | 1 535 | 1 470 | 1 457 | 1 528 | 1 592 |

| 1856  | 1861  | 1866  | 1872  | 1876  | 1881  | 1886  | 1891  | 1896  |
| ----- | ----- | ----- | ----- | ----- | ----- | ----- | ----- | ----- |
| 1 644 | 1 696 | 1 693 | 1 686 | 1 732 | 1 733 | 1 728 | 1 766 | 1 639 |

| 1901  | 1906  | 1911  | 1921  | 1926  | 1931  | 1936  | 1946  | 1954  |
| ----- | ----- | ----- | ----- | ----- | ----- | ----- | ----- | ----- |
| 1 602 | 1 538 | 1 438 | 1 317 | 1 337 | 1 350 | 1 305 | 1 257 | 1 262 |

| 1962  | 1968  | 1975  | 1982  | 1990  | 1999  | 2008  | 2013  | - |
| ----- | ----- | ----- | ----- | ----- | ----- | ----- | ----- | - |
| 1 315 | 1 311 | 1 249 | 1 234 | 1 257 | 1 268 | 1 739 | 1 769 | - |

### Pyramide des âges
La population de la commune est relativement jeune. Le taux de personnes d'un âge supérieur à 60 ans (17 %) est en effet inférieur au taux national (21,8 %) et au taux départemental (21,4 %).
Contrairement aux répartitions nationale et départementale, la population masculine de la commune est supérieure à la population féminine (50,9 % contre 48,7 % au niveau national et 48,9 % au niveau départemental).
La répartition de la population de la commune par tranches d'âge est, en 2008, la suivante :
- 50,9 % d’hommes (0 à 14 ans = 24 %, 15 à 29 ans = 17,5 %, 30 à 44 ans = 27,4 %, 45 à 59 ans = 17 %, plus de 60 ans = 14 %) ;
- 49,1 % de femmes (0 à 14 ans = 21,3 %, 15 à 29 ans = 19,1 %, 30 à 44 ans = 24,1 %, 45 à 59 ans = 15,2 %, plus de 60 ans = 20,1 %).

| Hommes | Classe d’âge | Femmes |
| ------ | ------------ | ------ |
| 0,2    | 90 ans ou +  | 0,9    |
| 5,2    | 75 à 89 ans  | 9,1    |
| 8,6    | 60 à 74 ans  | 10,1   |
| 17,0   | 45 à 59 ans  | 15,2   |
| 27,4   | 30 à 44 ans  | 24,1   |
| 17,5   | 15 à 29 ans  | 19,1   |
| 24,0   | 0 à 14 ans   | 21,3   |

| Hommes | Classe d’âge | Femmes |
| ------ | ------------ | ------ |
| 0,4    | 90 ans ou +  | 1,1    |
| 6,3    | 75 à 89 ans  | 9,5    |
| 12,1   | 60 à 74 ans  | 13,1   |
| 20,0   | 45 à 59 ans  | 19,4   |
| 20,3   | 30 à 44 ans  | 19,3   |
| 20,2   | 15 à 29 ans  | 18,9   |
| 20,7   | 0 à 14 ans   | 18,7   |

### Vie locale
La commune comporte une salle de sports, une salle des fêtes et une bibliothèque.

## Économie
Sur 144 établissements présents sur la commune à fin 2010, 37 % relevaient du secteur de l'agriculture (pour une moyenne de 17 % sur le département), 8 % du secteur de l'industrie, 11 % du secteur de la construction, 35 % de celui du commerce et des services et 10 % du secteur de l'administration et de la santé.

## Culture locale et patrimoine

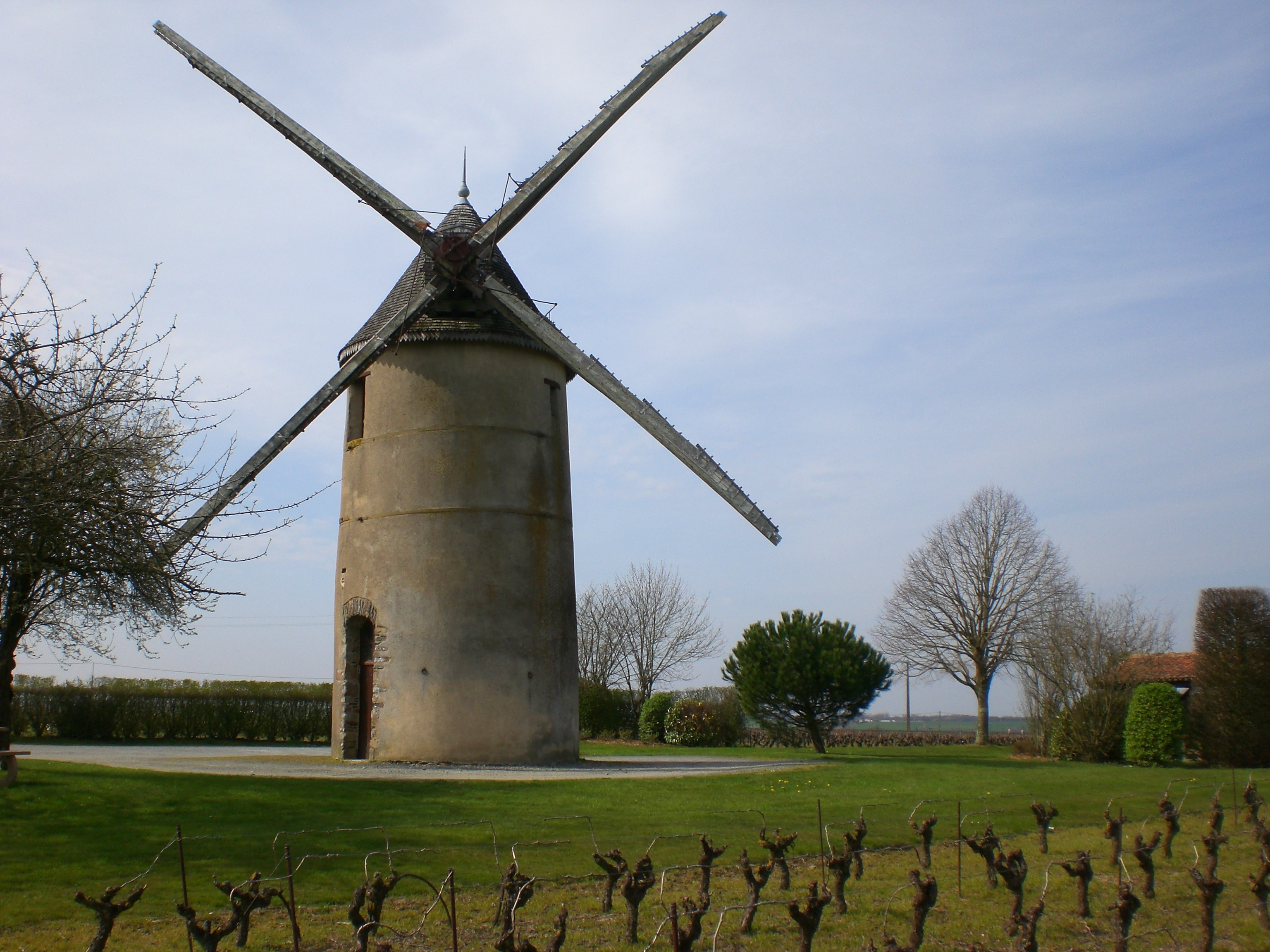
Le moulin Guillou.

### Lieux et monuments
On trouve sur la commune une église de style néo-gothique (église Saint-Pierre), un moulin-tour (moulin Guillou), plusieurs chapelles, dont la chapelle du Sacré-Cœur. Le moulin Guillou, moulin à vent du XIXe siècle, est situé sur une des hauteurs de Tillières,.

### Personnalités liées à la commune
- Fernand Vandernotte (1902-1990), rameur français, médaillé de bronze aux Jeux de Berlin 1936, est né dans la commune[23].